# Araguaína Futebol e Regatas
L'Araguaína Futebol e Regatas, meglio noto come Araguaína, è una società calcistica brasiliana con sede nella città di Araguaína, nello stato del Tocantins.

## Storia
Il club è stato fondato il 28 febbraio 1997, dopo il fallimento dell'Araguaína Esporte Clube nel 1996. Nel 2006, il club ha vinto il Campionato Tocantinense per la prima volta, dopo aver battuto il Tocantinópolis in finale. Nel 2007, l'Araguaína ha partecipato al Campeonato Brasileiro Série C per la prima volta, ma è stato eliminato alla prima fase, dopo essere stato penalizzato di 12 punti per aver schierato un giocatore irregolare, Eucimar da Silva Santos, in due partite.

## Palmarès

### Competizioni statali
- Campionato Tocantinense: 2

2006, 2009
- Campeonato Tocantinense Segunda Divisão: 2

2012, 2017

### Altri piazzamenti
- Campeonato Brasileiro Série D:

Terzo posto: 2010